# Antikaffär

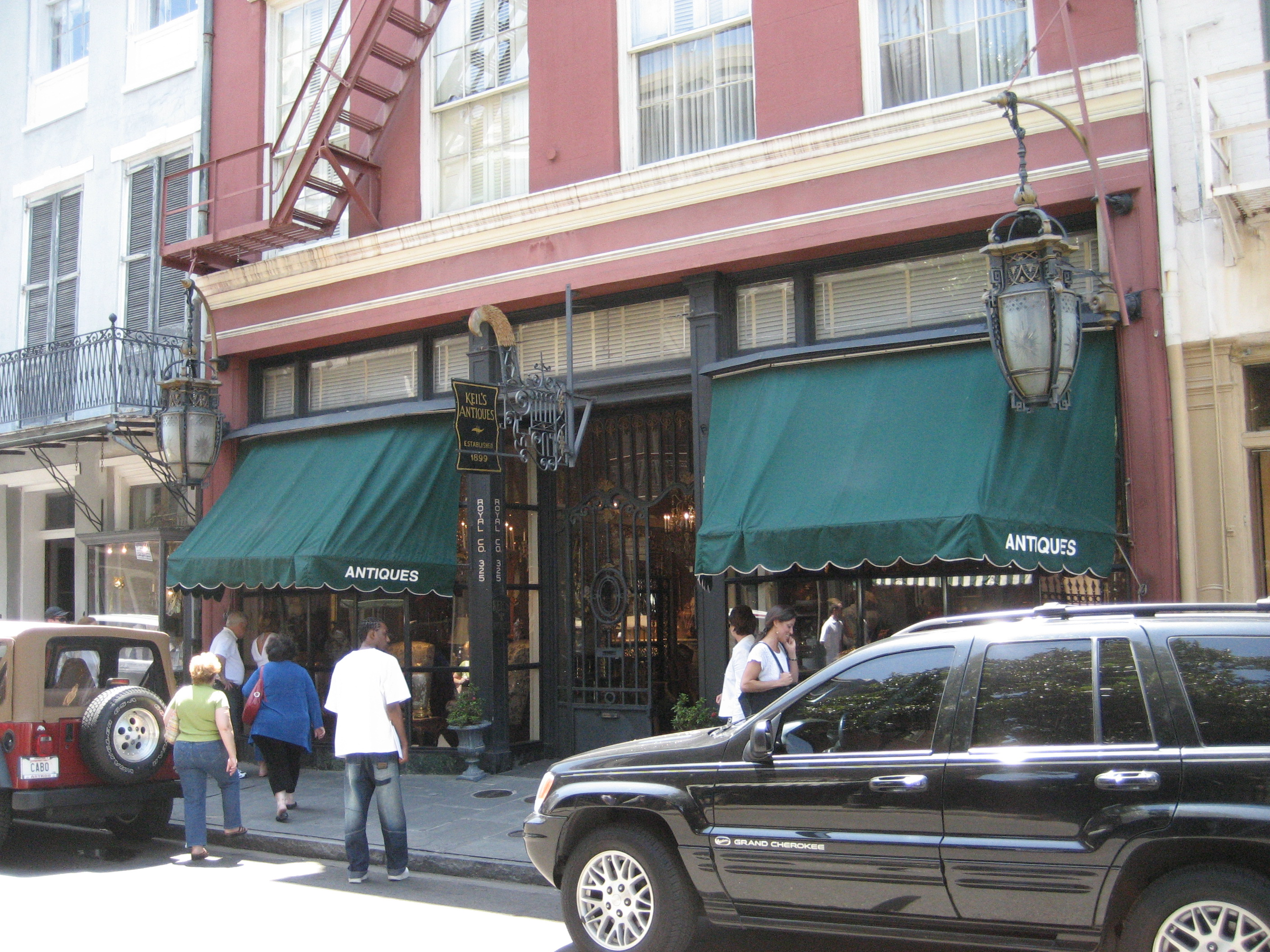
Antikaffär i New Orleans, USA.

En antikaffär eller antikhandel är en butik som säljer och köper antikviteter. I större städer är det vanligt att antikaffärerna ligger nära varandra i vissa kvarter. Antikaffärernas utbud håller vanligen högre kvalitet och har en högre prisbild än second hand-butiker och loppmarknader. 
Den som äger eller förestår en antikaffär kallas antikhandlare.